# Campionato europeo femminile di pallacanestro Under-16 Division C 2022
Il Campionato europeo femminile di pallacanestro Under-16 2022 di Division C (noto anche come FIBA U16 Women's European Championship Division C 2022) si è svolto In Albania, a Coriza.

## Classifica finale
| Pos     | Team     |  |
| ------- | -------- |  |
| Oro     | Cipro    |  |
| Argento | Armenia  |  |
| Bronzo  | Malta    |  |
| 4.      | Andorra  |  |
| 5.      | Albania  |  |
| 6.      | Moldavia |  |